# Serica lalashana
Serica lalashana är en skalbaggsart som beskrevs av Kobayashi 1983. Serica lalashana ingår i släktet Serica och familjen Melolonthidae. Inga underarter finns listade i Catalogue of Life.